# En promenade près d'Argenteuil
En promenade près d'Argenteuil est un tableau réalisé par le peintre français Claude Monet en 1875. Cette huile sur toile représente un homme, une femme et un enfant dans un champ fleuri à côté d'un arbre, au cours d'une promenade non loin d'Argenteuil. Depuis 1985, l'œuvre est conservée au musée Marmottan Monet, à Paris.